# Molophilus (Molophilus) longiclavus
Molophilus (Molophilus) longiclavus is een tweevleugelige uit de familie steltmuggen (Limoniidae). De soort komt voor in het Australaziatisch gebied.